# Conchetta
La Conchetta è una conca di navigazione che si trova a Milano, lungo il Naviglio Pavese, all'incrocio fra via Conchetta e via Ascanio Sforza. La Conchetta, che prende il nome dal fatto che sia più piccola della conca successiva, la Conca Fallata, copre un salto di 1,8 m.

## Descrizione
È formata da due canali paralleli e indipendenti. Il canale principale consente alle imbarcazioni di risalire o di discendere il dislivello d'acqua grazie a un sistema di paratoie, le quali permettono alla vasca di svuotarsi o riempirsi, mentre il canale secondario, chiamato "scaricatore di soccorso", fornisce la portata minima al Naviglio Pavese quando la Conchetta è chiusa per le operazioni di risalita e discesa delle barche. In origine la Conchetta era dotata di una piccola costruzione in mattoni che serviva per ospitare il guardiano dell'impianto. Un tempo erano anche presenti dei parapetti in granito che in seguito sono stati demoliti.